# レックス倉本
レックス倉本（レックス・くらもと　本名：倉本泰信（くらもと・やすのぶ）1966年2月26日 - ）は広島市出身のプロゴルファー・ゴルフ指導者。プロゴルファーの倉本昌弘とは従兄弟の関係である。

## 人物
広島県瀬戸内高等学校卒業後、アメリカ合衆国にわたり、イーストテネシー州立大学に進学、1990年卒業。この間、オールアメリカンに2度優勝、日本アマチュアゴルフ選手権競技優勝、全英オープンゴルフ出場など を誇る。1991年、日本プロゴルフ協会主催のツアープロテストに合格。主に、欧米の2部ツアーを中心に活躍した。
芸名である「レックス」はアメリカでの大学生時代、ゴルフ部のメンバーで唯一、ブリヂストンスポーツ製のゴルフボール「レクスター」を使っていたことから、それにちなみ、ゴルフ部の同級生から「レックス」と呼ばれたことにちなんでいる。
2007年以後、ザ・ゴルフ・チャンネル（現・ゴルフネットワーク）の専属ゴルフ解説者として出演している。